# Padĕraïta
La padĕraïta és un mineral de la classe dels sulfurs. Rep el nom en honor de Karel Padĕra (1923 -), mineralogista txec de la Universitat Charles de Praga, qui va treballar per primera vegada en el mineral.

## Característiques
La padĕraïta és una sulfosal de fórmula química Cu₇[(Cu,Ag)0.33Pb1.33Bi11.33]S22. Cristal·litza en el sistema monoclínic. La seva duresa a l'escala de Mohs és 4.
Segons la classificació de Nickel-Strunz, la padĕraïta pertany a «02.JA: Sulfosals de l'arquetip PbS, derivats de la galena amb poc o gens de Pb» juntament amb els següents minerals: benjaminita, borodaevita, cupropavonita, kitaibelita, livingstonita, makovickyita, mummeïta, pavonita, grumiplucita, mozgovaïta, cupromakovickyita, kudriavita, cupromakopavonita, dantopaïta, cuprobismutita, hodrušita, pizgrischita, kupčikita, schapbachita, cuboargirita, bohdanowiczita, matildita i volynskita.

## Formació i jaciments
Va ser descoberta al districte miner de Băiţa, a Nucet (Bihor, Romania). També ha estat descrita en altres indrets de Romania, així com a Eslovàquia, Macedònia del Nord, la República Popular de la Xina, el Japó i els Estats Units.